# 夏侯湛
夏侯湛（かこう たん、243年 - 291年）は、西晋時代の政治家・文学者。字は孝若。譙国譙県の人。『晋書』に伝がある。

## 略歴
父に当たる夏侯荘は魏の元勲夏侯淵の四男・夏侯威の子。夏侯湛は夏侯淵の曾孫に当たる。夏侯湛の母は羊徽瑜（司馬師の妻）の従姉妹。夏侯湛の姉妹の夏侯光姫も東晋元帝・司馬睿の生母で、夏侯湛は魏皇族でありながら晋皇室とも縁の深い人物であった。太子舎人・尚書郎・野王県令・中書郎・南陽王の相を歴任し、恵帝の時、散騎常侍に上った。
幼い頃から才気を発し、文章は豊かで、造語をよく作った。また大変な美形で、潘岳と仲がよくいつも連れ立っていたため、「連璧」の異称を得ていた。
西晋時代一流の文化人でもあり、多くの書・伝記を残した。夏侯湛が作成した『周詩』は、潘岳に「温雅なだけでなく、孝悌の念も見受けられる」と称賛されている。夭折した羊秉に捧げた『羊秉敘』の筆致は、東晋の皇帝である司馬昱を唸らせるほどだった。
また、魏の歴史書である『魏書』を完成させてもいる。曽祖父にあたる夏侯淵の子孫の事跡が、皇室以外の同時代の著名人よりも克明になっているのも、夏侯湛の『魏書』による所が大きい。しかし陳寿によって編纂された魏志（三国志）を見ると、自身の『魏書』を引き破り、それきり筆を折ってしまったという。
元康元年5月壬辰（291年6月23日）、病により没した。享年49歳。夏侯湛は豪族の一門であったため贅沢好きで、豪奢な衣食を好み、美食や珍味を求めた。しかし臨終に至った際には薄葬にするよう命じ、封樹も不要と遺言した。潘岳は夏侯湛の死に応じて、彼を偲ぶ誄文『夏侯常侍誄』を作成した。

## 作品
- 『抵疑』
- 『長夜謡』
- 『秋可哀』
- 『昆弟誥』
- 『周詩』
- 『辛憲英伝』
- 『張平子碑』
- 『管仲像賛』
- 『東方朔画賛』
- 『魏書』